# 堪薩斯州第四國會選區
堪薩斯州第四國會選區是美国堪薩斯州四個聯邦眾議員選區之一，現任眾議員為共和黨的羅恩·埃斯特斯。